# Akroá
Akroá (Acroa, Acoroás, Koroá), jedno od plemena, ili grupa plemena američkih Indijanaca iz središnje grane porodice Ge, nekada nastanjeno na području današnjih brazilskih država Bahia, Maranhão, Tocantins i Piauí, na izvorima rijeke Rio Parnahyba u Piaui i između Tocantinsa i Rio das balsas, te (Akroá do Sul) uz rijeku Corrente u državi Goiás. Istoimeni jezik akroa, koji središnjoj skupini ge jezika pripada zajedno s jezicima plemena Xakriaba, Xavante i Xerente, nestao je u XIX stoljeću. 
Akroá su bili podijeljeni na dvije uže skupine, Acroá-assú ili Veliki Acroa i Acroá-miring (Akroá-Mirim) ili Mali Acroa. Indijanci Guegué (Gogué) njihov su ogranak koji je govorio posebnim dijalektom, također su nestali.
Južni Akroa živjeli su na Goyazu na Missão do Duro (16°S širine i 47°W dužine) nadživjeli svoje sjeverne rođake (Akroá do Norte) koji su živjeli zapadno od rijeke São Francisco i nestali oko 1850. godine.